# Смертний вирок (оповідання)
«Смертний вирок» (англ. Death Sentence) — науково-фантастичне оповідання американського письменника Айзека Азімова, вперше опубліковане у листопаді 1943 року журналом Astounding Science Fiction. Увійшло до збірки «Ранній Азімов» (1972).

## Сюжет
Тео Реало, ексцентричний дослідник розказує психологу Арктуріанського університету про те, що він багато років провів на маловідомій віддаленій планеті і знайшов докази того, що вона колись була частиною нині втраченої Галактичної Федерації, заснованій на психології набагато більш розвинутій, ніж зараз.
Ґрунтуючись на цій доповіді, дослідницька група відвідує планету. Вони виявляють документи тисячолітньої давнини і починають їх вивчати. Але Реало наполягає на тому, що психологи зниклої Федерації заснували на одній з планет цивілізацію позитронних роботів, щоб вивчати їхнє суспільство. Він стверджує, що був на цій планеті і що суспільство роботів все ще існує і він дозволив їм досліджувати його космічний корабель.
Є побоювання, що роботи розвинуть технологію гіперпросторових подорожей і будуть загрожувати теперішній Федерації. Тому в уряду не має іншого вибору, окрім як атакувати і знищити їх, тобто, світові роботів винесено смертний вирок. Реало вирушає, щоб попередити роботів. Він планує повернутися в місто, де він вперше зустрів їх — місто роботів під назвою Нью-Йорк.